# Vodafone
Vodafone Group Plc est un groupe de télécommunications britannique dont le siège est à Newbury dans le Berkshire. En 2023, il est le 3e opérateur de réseau mobile en Europe par le nombre d'abonnés, derrière Deutsche Telecom et Telefonica.

## Histoire
Vodafone a été créé en 1984 en tant que filiale de Racal Electronics sous le nom de Racal Telecom. En octobre 1988, 20 % du capital de Racal Telecom est introduit en bourse. Racal Telecom devient une société indépendante en septembre 1991 et prend alors le nom de Vodafone Group.
À la suite de sa fusion avec AirTouch Communications, pour 62 milliards de dollars en janvier 1999, la compagnie est rebaptisée Vodafone AirTouch, le 29 juin 1999. Vodafone est obligé de se défaire de 17,2 % de E-Plus par les instances de la concurrence, car Vodafone acquiert du même coup 35 % de Mannesmann. Le 21 septembre 1999, Vodafone accepte de fusionner ses activités aux États-Unis avec Bell Atlantic pour créer Verizon Wireless. Le groupe reprend son nom de Vodafone Group, le 28 juillet 2000.
En 2000, Vodafone fait l'acquisition de l'allemand Mannesmann (pour 181,4 milliards d'euros). Avec Mannesmann, Vodafone, déjà leader au Royaume-Uni (devant British Telecom), devient numéro 1 en Allemagne (Mannesmann D2, devant Deutsche Telekom), et numéro 2 en Italie (Omnitel derrière TIM de Telecom Italia) et en Espagne (65 % d'Airtel derrière Telefónica). Par contre, pour des questions de concurrence, Vodafone est contraint de vendre Orange, la filiale britannique de Mannesmann, numéro 3 au Royaume-Uni et présent en Belgique, Suisse et Autriche. France Télécom en devient propriétaire en 2000 pour 40 milliards d'euros. L’action de Vodafone est cotée à la bourse de Londres.
En 2001, Vodafone acquiert Eircell, la branche mobile de Telecom Éireann, pour 2,45 milliards de livres (environ 2,192 milliards d'euros). Eircell est rapidement rebaptisé Vodafone Ireland.
En 2003, Vodafone acquiert le numéro 3 japonais J-Phone (J-Phone appartenait à SoftBank et fut renommé Vodafone) et signe un contrat de distribution exclusive de sa marque avec le réseau de magasins Internity d'Avenir Télécom. Vodafone tente de se battre sur le marché du mobile multimédia, il acquiert par ce rachat Vodafone Live!, un portail pour mobile. Ce marché est resté entre les mains de ses principaux concurrents NTT DoCoMo (premier opérateur au Japon), et de KDDI (numéro 2). En mars 2006, et après avoir vu ses ventes baisser de 5 % en 2004 et ses parts de marché reculer, le britannique décide de revendre sa filiale japonaise rebaptisée Vodafone KK à SoftBank pour 12,7 milliards d'euros.
Vodafone fut aussi le principal sponsor de l’ecurie de Formule 1 McLaren jusqu’en 2013.
Le 1er février 2007, Vodafone annonce le rachat de 67 % du capital d'Hutchison Essar, le 4e opérateur indien, auprès du groupe de Hong Kong Hutchison Whampoa. Le groupe indien Essar conserve les 33 % restants. La transaction est évaluée à 11,1 milliards de dollars. Hutchison Essar est ensuite rebaptisé Vodafone Essar.
En 2009, Vodafone est le deuxième plus grand opérateur mondial, derrière China Mobile (Vodafone était toutefois, en fonction des revenus, le plus grand). Le groupe est implanté dans 27 pays. En France, il détenait 43,9 % du capital de l’opérateur SFR, mais le 4 avril 2011 Vivendi rachète la part du groupe de téléphonie.
En mai 2011, Vodafone monte sa participation à Vodafone Essar à 74 % pour 5 milliards de dollars (environ 4,4 milliards d'euros)
En avril 2012, Vodafone annonce le rachat de Cable & Wireless Worldwide (CWW) pour 1,04 milliard de livres.
Le 2 juin 2013, Vodafone annonce le rachat de Kabel Deutschland, un câblo-opérateur, pour une valeur de 7,7 milliards d'euros, après une autre offre de Liberty Global.
Le 2 septembre 2013, Verizon annonce le rachat des 45 % de Verizon Wireless que détenait Vodafone, pour 130 milliards de dollars. Sur ces 130 milliards, 58,9 milliards sont payés en numéraire, 60,2 milliards en actions Verizon et 11 milliards sous d'autres formes.
En mars 2014, Vodafone acquiert l'opérateur espagnol ONO pour environ 7,2 milliards d'euros.
En février 2016, Vodafone et Liberty Global fusionnent leurs activités aux Pays-Bas, respectivement constituées d'un opérateur mobile et d'un fournisseur internet, dans une co-entreprise détenue à parité. Lors de cette transaction, Vodafone verse 1 milliard d'euros à Liberty Global pour compenser la moindre valeur de ses activités aux Pays-Bas.
En mars 2017, Vodafone annonce la formation d'une coentreprise avec Idea Cellular, créant le plus important opérateur télécom d'Inde, cette annonce fait suite à l'arrivée sur ce marché de Jio, un opérateur télécom ayant eu une politique tarifaire agressive en Inde. Vodafone devrait avoir 45,1 % de ce nouvel ensemble. Cette nouvelle entité est actée en août 2018.
En mai 2018, Vodafone acquiert les activités en Allemagne, en République tchèque, en Hongrie et en Roumanie de Liberty Global pour 21,8 milliards de dollars.
En août 2018, Vodafone annonce la fusion de ses activités en Australie avec TPG Telecom, opérateur internet australien qui possède également un réseau téléphonique. Cette opération créerait une nouvelle structure détenait à 49 % par TPG Telecom, alors que le reste sera détenu par Vodafone et Hutchison Telecommunications, actionnaire de Vodafone Australie.
En mai 2019, Vodafone annonce la vente de Vodafone Nouvelle-Zélande à un consortium constitué des fonds Brookfield Asset Management et Infratil pour 2,23 milliards de dollars américains.
En janvier 2020, Vodafone annonce vendre sa participation de 55 % dans Vodafone Égypte à Saudi Telecom pour 2,4 milliards de dollars.
En mars 2021, Vodafone annonce l'introduction en bourse partielle de sa filiale Vantage Towers, spécialisée dans les pylônes de télécommunications, levant 2,3 milliards d'euros et valorisant cette filiale à environ 12 milliards d'euros.
Le 21 décembre 2021, Vodafone annonce la mise en enchère du premier texto. Achetable seulement en cryptomonnaie, ce dernier est reconnu sous forme de Jeton non fongible (NFT).
En août 2022, Vodafone annonce la vente de ses activités en Hongrie pour 1,8 milliard d'euros à un consortium hongrois constitué de 4iG et de Corvinus, une entreprise publique hongroise.
En septembre 2022, Xavier Niel annonce avoir acquis 2,5 % du capital de l'opérateur au travers d'une de ses sociétés, Atlas Investissement.
Le 5 décembre 2022, à la surprise générale, le directeur général de Vodafone, Nick Read, annonce son départ de l'entreprise au 31 décembre 2022, après 4 ans passés à la tête de l'entreprise et 20 ans chez Vodafone. Bien que son départ de Vodafone soit une surprise, sa gestion était contestée au sein de l'entreprise et sa stratégie n'était pas partagée par les actionnaires,,.
En mai 2023, Vodafone annonce la suppression de 11 000 emplois qui représentent 12 % des emplois du groupe. En juin 2023, Vodafone et 3 annoncent la fusion de leur activité au Royaume-Uni dans un nouvel ensemble appartenant à 51 % à Vodafone et 49 % à Three. Cette opération doit avoir l'accord des autorités de concurrence qui avait déjà dans le passé rejetée une opération similaire entre Three et O2.
En mars 2024, Swisscom annonce l'acquisition de Vodafone Italia pour 8 milliards d'euros.
Le 31 décembre 2024, Swisscom, par l’intermédiaire de sa filiale Fastweb, finalise l’acquisition de Vodafone Italia, donnant naissance à Fastweb + Vodafone''.

## Actionnariat
Liste des principaux actionnaires au 18 février 2022 :
| Nom                                   | %      |
| ------------------------------------- | ------ |
| BlackRock Fund Advisors               | 3,67 % |
| Norges Bank Investment Management     | 3,13 % |
| The Vanguard Group                    | 2,86 % |
| Clearstream Banking                   | 1,90 % |
| BlackRock Investment Management (UK)  | 1,81 % |
| Legal & General Investment Management | 1,44 % |
| Aviva Investors Global Services       | 1,42 % |
| BlackRock Advisors (UK)               | 1,35 % |
| State Street Global Advisors          | 1,13 % |
| Kuwait Investment Authority           | 1,06 % |